# Ritterstraße 16, 17 (Magdeburg)

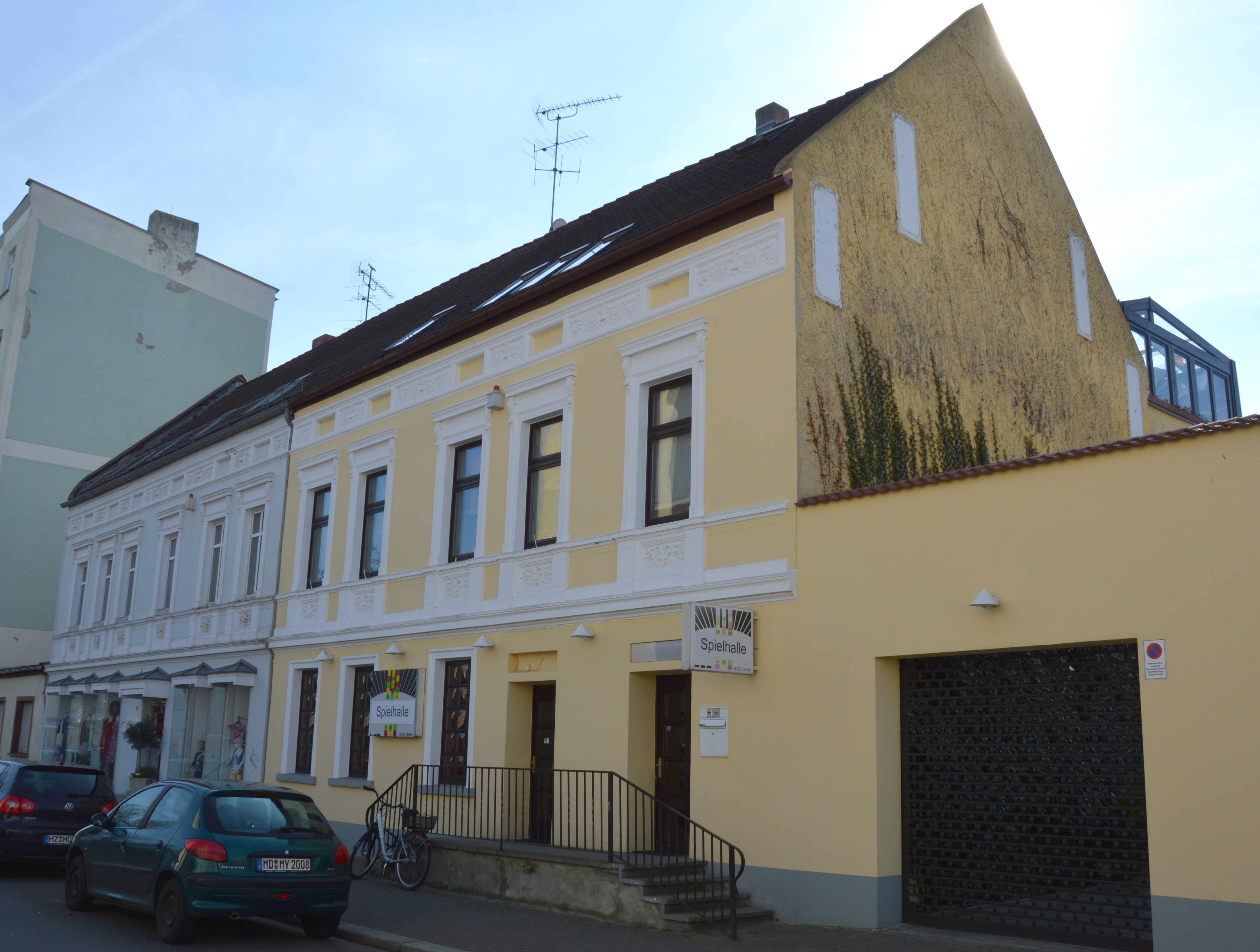
Ritterstraße 16, 17

Das Gebäude Ritterstraße 16, 17 ist denkmalgeschütztes Wohn- und Geschäftshaus in Magdeburg in Sachsen-Anhalt.

## Lage
Das Gebäude befindet sich auf der Südseite der Ritterstraße in der Nähe des östlichen Ende der Straße im Magdeburger Stadtteil Neue Neustadt.

## Architektur und Geschichte
Das zweigeschossige, elfachsige Gebäude entstand als Doppelhaus im Stil des Spätklassizismus. Es war ein Ersatzneubau für ein 1854 bei einem Feuer zerstörtes Vorgängergebäude. Zunächst wurde es als eingeschossiges Wohnhaus für den Tischler Kahle gebaut. An ihn erinnern an der Brüstung abgebildete Tischlerhobel. Später erfolgte die Aufstockung auf zwei Geschosse und die Teilung des Grundstücks. Es entstanden für die Mitte des 19. Jahrhunderts typische kleinstädtische Wohnhäuser.
Der verputzte Bau ist mit einem Satteldach bedeckt. Im Bereich der Brüstung an den Fenstern und unterhalb des Dachs ist als Verzierung Rankendekor zu finden.
Im örtlichen Denkmalverzeichnis ist das Gebäude unter der Erfassungsnummer 094 82840  als Wohn- und Geschäftshaus verzeichnet.